# Алдаир
Алдаир Сантос до Насименто (порт. Aldair Nascimento dos Santos; 30. новембар 1965) бивши је бразилски фудбалер који је играо у одбрани. Играо је за репрезентацију Бразила на Светском првенству 1994. године у САД када је Бразил освојио титулу првака света. Играо је и на првенству света 1998. године у Француској.
Каријеру је почео у Фламенгу са којим је освојио титулу првака Бразила.
У Европи је играо од 1989. године, а наступао је за Бенфику, Рому и пред крај каријере за Ђенову.
Пензионисао се званично 1. јула 2009. године.